# بدنال د لا سیرا
بدنال د لا سیرا (به اسپانیایی: Bodonal de la Sierra) یک شهرستان در اسپانیا است که در فرخنال د لا سیرا واقع شده‌است.